# Fritz Retter
Fritz Retter (* 2. Juli 1896 in Stuttgart; † 2. Januar 1965 ebenda) war ein deutscher Fußballspieler. Der Flügelstürmer von Sportfreunde Stuttgart bestritt sein einziges Länderspiel für die A-Nationalmannschaft am 26. März 1922 in Frankfurt am Main beim 2:2-Unentschieden gegen die Schweizer Nationalmannschaft.

## Karriere

### Vereine
Retter gehörte den Stuttgarter Turn- und Sportfreunden laut Tauber von 1905 bis 1923 an und kam im Süddeutschen Fußball-Verband in der regional höchsten Spielklasse, der Kreisliga Württemberg, zum Einsatz. Während seiner Vereinszugehörigkeit bei den Sportfreunden gewann er einmal, 1921/22, mit zwei Erfolgten (1:0, 3:2) gegen die Stuttgarter Kickers die Bezirksmeisterschaft und scheiterte in der Endrunde um die Süddeutsche Meisterschaft erst im Halbfinale gegen Borussia Neunkirchen (0:1). In der nachfolgenden Runde 1922/23 reichte es für die Sportfreunde lediglich zum 5. Rang., und somit stiegen die Grün-Weißen durch die Zusammenlegung der bisherigen zwei Staffeln mit je acht Vereinen zu einer eingleisigen mit acht Teilnehmern, in die Zweitklassigkeit ab. Der Kaufmann wechselte im Sommer 1923 aus beruflichen Gründen nach Dresden und schloss sich den „Mohnroten“ des Dresdner SC an.
Von 1923/24 bis 1924/25 spielte Retter an der Seite von Mitspielern wie Georg Köhler, Rudolf Berthold und Richard Gedlich im Gau Ostsachsen im Verband Mitteldeutscher Ballspiel-Vereine und belegte mit dem DSC je einmal den 2. beziehungsweise den 3. Rang.
Danach kehrte er in seine schwäbische Heimat zurück und spielte ab 1925/26 für den VfB Stuttgart. Mit dem Ex-Nationalspieler hatten sich dem VfB auch noch Willi Rutz und Karl Strehle angeschlossen. Es reichte auf Anhieb zur Vizemeisterschaft in der Bezirksliga Württemberg-Baden, Retter war in 14 Spielen aufgelaufen; im süddeutschen Pokal spielte sich das Team um Retter nach einem 3:2-Erfolg nach Verlängerung im Halbfinale gegen München 1860 in das Finale. Das endete am 1. August 1926 gegen die SpVgg Fürth mit einer 2:3-Niederlage nach Verlängerung, war aber trotzdem als Erfolg für den VfB zu werten.
In der Saison 1926/27 fügte er seinem Titel von 1922 einen weiteren hinzu; er wurde mit dem VfB Meister der Berzirksliga vor dem Karlsruher FV und Stuttgarter Kickers. In 21 Einsätzen hatte Retter vier Tore für den Meister erzielt. In der Endrunde um die Süddeutsche Meisterschaft reichte es nur zum 5. Rang, die trainerlose Zeit ab Februar 1927, als der vormalige Coach Edward T. Hanney Stuttgart verlassen hatte, hatte sich negativ auf das Leistungsvermögen der Mannschaft ausgewirkt. In seiner dritten Runde beim VfB, 1927/28, reichte es unter Trainer Lajos Kovacs zu einem 3. Rang; Retter war nochmals in 14 Ligaspielen aktiv gewesen. Er wird beim VfB von 1925 bis 1928 mit insgesamt 63 Liga- und Pokalspielen (4 Tore) geführt.
Seine fußballerische Karriere beendete er von 1928 bis 1930 bei dem SC Stuttgart.

### Nationalmannschaft und Auswahlspiele
Der schnelle Rechtsaußen bestritt sein einziges Länderspiel für die A-Nationalmannschaft am 26. März 1922 in Frankfurt am Main beim 2:2-Unentschieden gegen die Schweizer Nationalmannschaft. Im Angriff der DFB-Elf debütierten neben Retter auch noch Andreas Franz und Heinrich Altvater. Mittelstürmer Leonhard Seiderer absolvierte seinen vierten und Halblinks Willi Hutter seinen zweiten Länderspieleinsatz gegen die Eidgenossen.
Im Juni 1922 wurde in Berlin der Kampfspielpokal ausgespielt. Retter kam in allen drei Spielen für Süddeutschland zum Einsatz und gehörte damit auch dem mit 4:1 erfolgreichen Siegerteam am 23. Juni gegen Westdeutschland an. Der Angriff der Süddeutschen spielte dreimal in der gleichen Formation: Retter, Andreas Franz, Leonhard Seiderer, Fritz Neubauer und Heinrich Altvater.
In seiner Zeit in Dresden kam er auch im Bundespokal am 12. Oktober 1924 in Leipzig beim Spiel von Mitteldeutschland gegen Süddeutschland auf Rechtsaußen für den VMBV zum Einsatz.

## Stationen
- 1905 bis 1923: Stuttgarter Turn- und Sportfreunde
- 1923 bis 1925: Dresdner SC
- 1925 bis 1928: VfB Stuttgart
- 1928 bis 1930: SC Stuttgart

## Erfolge
- Bezirksmeister Württemberg/Baden 1922, 1927